# Catherine Des Roches
Pour les articles homonymes, voir Des Roches.
Catherine Fradonnet, dite Catherine Des Roches, née en décembre 1542 et morte en novembre 1587 est une écrivaine féministe de la Renaissance.

## Biographie
Contemporaine de Ronsard et de l’humaniste Estienne Pasquier qu’avec sa mère, Madeleine Des Roches, elle connaissait bien, Catherine Des Roches était, avec celle-ci, au centre d’un cercle littéraire à Poitiers entre 1570 et 1587. Grâce à sa mère, qui lui a servi de mentor intellectuel, Catherine Des Roches a plus écrit que cette dernière. Son œuvre la plus connue est son sonnet À ma quenouille où « ayant dedans la main, le fuzeau et la plume », elle dépeint la femme partagée entre ses tâches domestiques et les activités de l’esprit.
Elle reçut dans son salon Odet de Turnèbe.
Elle refusa de se marier pour pouvoir se consacrer à ses travaux intellectuels.
Elle mourut de la peste le même jour que sa mère.

## Œuvres
- Les œuvres de Mesdames Des Roches, de Poitiers, mère et fille (2e éd., corr. et augm. de La tragi-comédie de Tobie et autres œuvres poétiques) Paris, A. L'Angelier, 1579. Lire en ligne sur Gallica.
- Les secondes œuvres de mesdames Des Roches, de Poictiers, mère et fille, Poitiers, N. Courtoys, 1583. Lire en ligne sur Gallica.
- Les premières œuvres de Mesdames des Roches [...] Avec une tragi-comédie de Tobie et autres œuvres poétiques. Troisième édition. [suivies de :] Les secondes œuvres, Rouen, Nicolas Hamillon [ou Adrian Morront ou Robert Feron], 1604.
- Les missives de Mesdames Des Roches de Poitiers mère et fille, Éd. Anne R. Larsen, Genève, Droz, 1999.
- Tobie (tragi-comédie, 1579)[1], Bergerie (pastorale, vers 1580), Dialogue de Placide et Sévère, Dialogue d’Iris et Pasithée (1581-1582), Éd. Eliane Viennot, in A. Evain, P. Gethner, H. Goldwyn (dir.), Théâtre de femmes de l’Ancien Régime, vol. 1, XVIe siècle, Saint-Étienne, Publications de l’Université, 2006 [orth. et ponctuation modernisées, format poche].